# Aleksandr Lokshín
Aleksandr Lázarevich Lokshín -Алекса́ндр Ла́заревич Локши́н- (Altái, 19 de septiembre de 1920-Moscú, 11 de junio de 1987) fue un compositor ruso que vivió durante el período soviético. 
Es considerado uno de los principales sinfonistas tardosoviéticos, y el que mejor integró la voz en la sinfonía. Compositor de temperamento eminentemente lírico y muy ligado al postromanticismo expresionista de Mahler, se especializó también en el poema sinfónico vocal, el primero de los cuales (Las flores del mal, sobre Baudelaire) fue rechazado como ejercicio de graduación por lo decadente del texto según el criterio estalinista. A pesar de contar con embajadores de la talla de Rudolf Barshái y Gennadi Rozhdéstvenski y del aplauso de Shostakóvich (a la memoria de quien compuso su Sinfonía nº 9) Lokshín fue condenado al ostracismo durante toda su vida, y sólo es ahora cuando su música ha encontrado proyección.

## Biografía
Aunque de procedencia báltica, su familia se trasladó poco antes de nacer Aleksandr a Biysk en la región de Altái, sin apenas medios para sobrevivir. Por suerte su madre, María Borísovna, había estudiado para matrona antes de casarse, y fue ella la que mantuvo y dirigió la familia durante toda su vida. Su padre, Lázar Zajárovich, un hombre modesto, era librero. Dado que a su madre, a pesar de no tener estudios al respecto, le encantaba y tenía una gran intuición para el arte, los dos hijos de la familia (María - 1914 y Aleksandr 1920) empezaron a estudiar música a una edad muy temprana. Aleksandr empezó a tocar el piano con 6 años.
Cuando empezó la colectivización de las tierras por parte de las autoridades soviéticas, desposeyendo a los kuláks, los Lokshín tenían una pequeña casa, una vaca y un caballo, que fueron confiscados. El padre de Aleksandr fue incluido en una lista pública de escarnio, por sus intentos anteriores para convertirse en empresario. Casi al mismo tiempo, su hermana fue expulsada de la Escuela de Medicina por pasarse de la raya con una broma a alguien (no quedan muy claras las circunstancias). Finalmente, un incendio acabó con la casa de los Lokshín. La familia decidió entonces que debía marcharse y pronto se establecieron en Novosibirsk, donde los padres tenían más posibilidades de encontrar trabajo. Aleksandr fue admitido en la 12.ª Escuela Modelo, donde los niños más capaces estudiaban junto a los hijos de los cargos locales del Partido Comunista. Vivió las purgas soviéticas con la desaparición de algunos de sus profesores. Junto a las enseñanzas generales, Aleksandr empezó a estudiar en una escuela de música bajo la tutela de Alekséi Shtein, que lo formó como excelente pianista. 
En 1936 el Departamento de Educación Pública de Novosibirsk lo envió al Conservatorio de Moscú. Sus examinadores quedaron sorprendidos por la gran capacidad musical de Aleksandr, que entonces sólo contaba con 16 años. Aleksandr fue admitido en el segundo curso del Colegio Musical afiliado al conservatorio, y medio año más tarde en el segundo curso del propio conservatorio, bajo la tutela de Nikolái Miaskovski, que trataba a sus alumnos como colegas de profesión. Lokshín a menudo acudía a su casa para discutir sobre música o interpretar obras modernas de Europa Occidental. Se hizo popular en el conservatorio por tocar junto a Mijaíl Meyeróvich, a cuatro manos, sinfonías y obras orquestales directamente de la partitura orquestada, a vista.
Poco antes de que Hitler invadiera finalmente la URSS, en 1941, Lokshín escribió Les fleurs du mal, obra basada en poemas de Charles Baudelaire, mal visto por las autoridades. Esto le valió que le negaran el diploma final del conservatorio. Nikolái Miaskovski, que le tenía mucho aprecio, le entregó sin permiso una carta de recomendación con el emblema del conservatorio en la que él mismo loaba sus cualidades y su música. Además, por entonces Aleksandr ya era miembro de la Unión de Compositores, lo que ya lo situaba con un buen estatus social.
Durante la guerra se presentó como voluntario junto al resto de estudiantes; fue declarado inválido para el servicio militar por una miopía galopante y una úlcera de estómago, pero aun así formó parte de la defensa antiaérea de la ciudad, en el tejado del conservatorio por las noches. La mayoría de sus compañeros fueron asesinados desarmados a las afueras de Moscú, en circunstancias sin aclarar. Cuando su salud empeoró volvió a Novosibirsk, donde encontró a su familia en muy malas condiciones, con su hermana diagnosticada de tuberculosis y su padre en el hospital, donde falleció en 1943. Su madre tenía dos empleos para mantener a los suyos, y el propio Aleksandr consiguió trabajo en la Brigada de Conciertos, que se dedicaba a dar conciertos en hospitales y fábricas para animar a soldados y obreros. En las noches de esa época escribió du poema sinfónico Espérame basado en un poema de Konstantín Símonov.
Hacia 1943 la Orquesta de Leningrado, dirigida por Yevgueni Mravinski, llegó a Novosibirsk e interpretó Espérame. Iván Solertinski apreció mucho la obra, lo que mejoró bastante la situación de Aleksandr, que pudo volver a Moscú por intercesión de Miaskovski. Pronto pudo presentarse al examen estatal para profesor, que aprobó, e incorporarse como profesor de instrumentación, lectura de partituras y repertorio. En 1948 se denunció que entre los alumnos del conservatorio se había popularizado música de Mahler, Berg, Stravinski, Shostakóvich... ajena a la ideología del régimen, así que Lokshín fue expulsado del conservatorio. Conoció la noticia cuando salía del hospital después de una operación de reestructuración estomacal.
Las autoridades le hicieron la vida imposible a partir de este punto, haciendo muy difícil que pudiera encontrar un trabajo. La pianista Mariya Yúdina intentó ayudarle sin éxito.
A partir de entonces tuvo que vivir como músico independiente, y fue entonces cuando empezó a cultivar amistad de otros compositores, como M. Meyerovich o A. Sevastyánov, además de Mariya Yúdina y otro buen grupo de amigos, que fue menguando por diversas causas. Con Shostakóvich tenía una relación de respeto e interés mutuo. Shostakóvich valoraba mucho su música, llegando a considerarle un genio y ayudándolo a conseguir interpretaciones de sus obras o ediciones.

## Obras principales
De todo su trabajo, lo que él mismo más valoraba eran sus once sinfonías, su cantata Mater Dolorosa, Tres Escenas del Fausto de Goethe, su quinteto para cuerda, su pequeña cantata cómica Tarakánische y la que él consideraba su obra cumbre y el culmen de su estilo: El Arte de la Poesía. Nunca escuchó sus sinfonías 1a, 6a y 8a (de hecho la Sexta aún no ha sido estrenada) así como Mater Dolorosa, Tarakánische ni las dos primeras partes de Tres Escenas del Fausto de Goethe.